# Тонконогоцвіті
Тонконогоцвіті (Poales) — порядок рослин підкласу Commelinids класу однодольні. Цей порядок був введений у системі APG II (2003), замінив порядок Commelinoids системи APG (1998).
Найголовніша родина порядку з економічної точки зору — тонконогові[джерело?] (трави, злакові) (Gramineae або Poaceae), які включають ячмінь, кукурудзу, просо, рис і пшеницю. Це також найбільша родина порядку за числом видів, котра значно переважає за кількістю інші:
- Poaceae: 12 000 видів
- Cyperaceae: 5 000 видів
- Bromeliaceae: 1 400 видів
- Eriocaulaceae: 1 150 видів

За оцінками, Poales виникли в Південній Америці 115 мільйонів років тому. Найраніші відомі скам'янілості включають пилок і плоди. Вони були датовані пізнім Крейдяним періодом (Bremer, 2000). Квітки звичайно малі, оточені приквітками, і зібрані в суцвіття (крім роду Mayaca, який має відокремлені квітки). Квітки більшості видів вітрозапильні, насіння звичайно містить крохмаль.